# Gérard Debaets

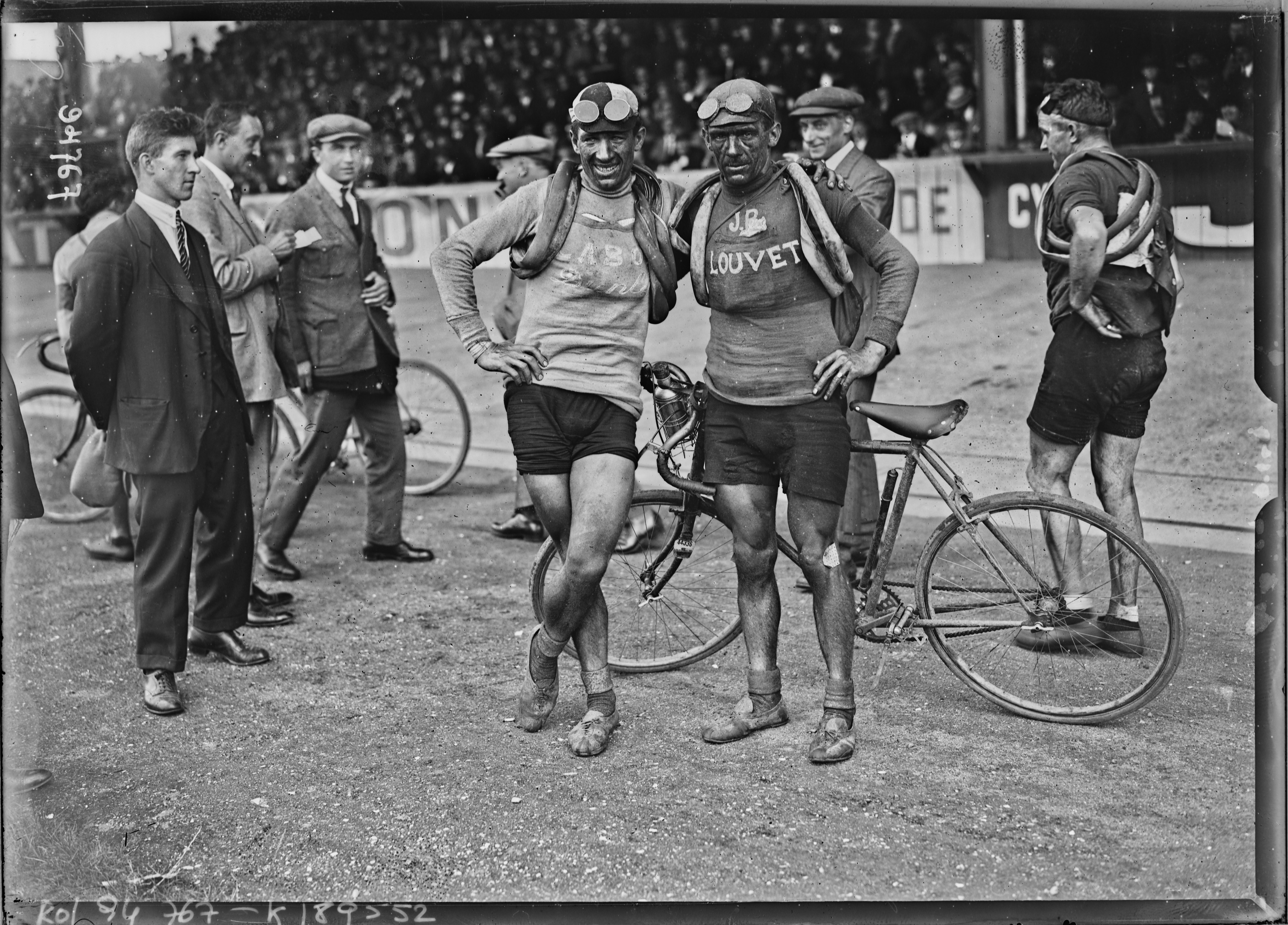
Bröderna Gérard (vinnare, till vänster) och Gaston Debaets (trea) efter Criterium des Aiglons 1924.

Gérard Debaets, född den 17 april 1898 i Heule, död den 27 april 1959 i North Haledon, var en belgisk tävlingscyklist som var professionell från 1924 till 1940. Efter karriären blev han amerikansk medborgare 1944.
Debaets var framgångsrik såväl på landsväg som på bana. På landsväg märks främst segrarna i Flandern runt 1924 och 1927, samt segern i Paris–Bryssel 1925, medan han vann 17 sexdagarslopp på bana (sju gånger i New York och fyra i Chicago – även de övriga i USA eller Kanada), varav nio i par med Alfred Letourneur.
Även Gérard Debaets tre äldre bröder, Gaston (1896–1958), César (1892–1974) och Michel (1888–1970), var tävlingscyklister

## Meriter – landsväg
| 1924 Vinnare av Flandern runt Vinnare totalt av Criterium des Aiglons Vinnare av etapperna 1 och 2 2:a i Paris–Bryssel 4:a totalt i Belgien runt 4:a i linjelopp vid Belgiska mästerskapen 5:a i Giro della Provincia Milano 7:a i Paris–Roubaix 8:a i Scheldeprijs | 1925 Belgisk mästare i linjelopp Vinnare av Paris–Bryssel 2:a i Bordeaux–Paris 4:a i Giro della Provincia Milano 7:a i Paris–Roubaix 1926 8:a totalt i Baskien runt 8:a i Paris–Menin 1927 Vinnare av Flandern runt 3:a i Berlin–Cottbus–Berlin 1928 2:a i Critérium des As |

## Meriter – bana

### Sexdagarslopp
| 1925/1926 Vinnare av New Yorks sexdagars (nov./dec.) med Alfons Goossens 1927/1928 Vinnare av Detroits sexdagars (nov.) med Anthony Beckman Vinnare av Chicagos sexdagars (jan.) med Anthony Beckman Vinnare av New Yorks sexdagars (mar.) med Franco Giorgetti 1928/1929 Vinnare av New Yorks sexdagars (mar.) med Franco Giorgetti 2:a i Berlins sexdagars (jan.) med Alfons Goossens 1929/1930 Vinnare av New Yorks sexdagars (dec.) med Franco Giorgetti Vinnare av Chicagos sexdagars (feb.) med Anthony Beckman Vinnare av New Yorks sexdagars (mar.) med Gaetano Belloni 1931/1932 3:a i Chicagos sexdagars (nov.) med Franco Giorgetti 3:a i New Yorks sexdagars (nov./dec.) med Franco Giorgetti 1932/1933 Vinnare av New Yorks sexdagars (feb./mar.) med Alfred Letourneur Vinnare av Chicagos sexdagars (mar.) med Alfred Letourneur Vinnare av Montréals sexdagars (apr.) med Alfred Letourneur Vinnare av Torontos sexdagars (apr./maj) med Alfred Letourneur 3:a i Philadelphias sexdagars (dec.) med Alfred Letourneur 3:a i Chicagos sexdagars (nov.) med Alfred Letourneur | 1933/1934 2:a i New Yorks sexdagars (dec.) med Norman Hill 2:a i New Yorks sexdagars (feb./mar.) med Robert Thomas 1934/1935 Vinnare av Philadelphias sexdagars (okt.) med Alfred Letourneur Vinnare av Detroits sexdagars (okt.) med Alfred Letourneur Vinnare av Chicagos sexdagars (nov.) med Alfred Letourneur Vinnare av Buffalos sexdagars (dec.) med Alfred Letourneur Vinnare av New Yorks sexdagars (dec.) med Alfred Letourneur 2:a i New Yorks sexdagars (mar.) med Ewald Wissel 1935/1936 3:a i Clevelands sexdagars (nov.) med Robert Thomas 1936/1937 3:a i New Yorks sexdagars (nov./dec.) med Alvaro Giorgetti 1937/1938 2:a i San Franciscos sexdagars (feb.) med Jerry Rodman 3:a i Buffalos sexdagars (dec.) med Tino Reboli 3:a i Chicagos sexdagars (mar.) med Tino Reboli 1938/1939 3:a i Chicagos sexdagars (nov.) med Marcel Guimbretière |

### Stayer
1936
Vinnare av Amerikanska mästerskapen